# Туляганова Ірода Батирівна
Туляганова Ірода Батирівна (нар. 7 січня 1982) — колишня узбецька тенісистка.
Найвищу одиночну позицію світового рейтингу — 16 місце досягла 17 червня 2002, парну — 28 місце — 23 вересня 2002 року.
Здобула 3 одиночні та 4 парні титули.
Найвищим досягненням на турнірах Великого шолома було 3 коло в одиночному та парному розрядах.
Завершила кар'єру 2010 року.

## Фінали Туру WTA

### Одиночний розряд: 7 (3–4)
| Легенда                       |
| ----------------------------- |
| Турніри Великого шолома (0–0) |
| Турніри Туру WTA (0–0)        |
| Tier I (0–0)                  |
| Tier II (0–0)                 |
| Tier III, IV & V (3–4)        |

| Результат | Ранг | Дата           | Турнір                    | Покриття | Суперниця          | Рахунок       |
| --------- | ---- | -------------- | ------------------------- | -------- | ------------------ | ------------- |
| Перемога  | 1.   | 18 червня 2000 | Tashkent Open, Узбекистан | Тверде   | Франческа Ск'явоне | 6–3, 2–6, 6–3 |
| Поразка   | 1.   | 22 жовтня 2000 | China Open (теніс), КНР   | Тверде   | Меган Шонессі      | 6–7(2–7), 5–7 |
| Перемога  | 2.   | 15 липня 2001  | Gastein Ladies, Австрія   | Ґрунт    | Патті Шнідер       | 6–3, 6–2      |
| Перемога  | 3.   | 22 липня 2001  | Кнокке-Гейст, Бельгія     | Ґрунт    | Гала Леон Гарсія   | 6–2, 6–3      |
| Поразка   | 2.   | 16 червня 2002 | Відень, Австрія           | Ґрунт    | Анна Смашнова      | 4–6, 1–6      |
| Поразка   | 3.   | 9 лютого 2003  | Bangalore Open, Індія     | Тверде   | Тамарін Танасугарн | 4–6, 4–6      |
| Поразка   | 4.   | 8 жовтня 2006  | Ташкент, Узбекистан       | Тверде   | Сунь Тяньтянь      | 2–6, 4–6      |

### Парний розряд: 7 (4–3)
| Легенда                       |
| ----------------------------- |
| Турніри Великого шолома (0–0) |
| Турніри Туру WTA (0–0)        |
| Tier I (0–0)                  |
| Tier II (0–1)                 |
| Tier III, IV & V (4–2)        |

| Результат | Ранг | Дата              | Турнір                                | Покриття | Партнерка           | Суперниці                        | Рахунок             |
| --------- | ---- | ----------------- | ------------------------------------- | -------- | ------------------- | -------------------------------- | ------------------- |
| Поразка   | 1.   | 14 травня 2000    | Warsaw Open, Польща                   | Ґрунт    | Ганна Запорожанова  | Татьяна Гарбін Жанетта Гусарова  | 3–6, 1–6            |
| Поразка   | 2.   | 18 червня 2000    | Tashkent Open, Узбекистан             | Тверде   | Ганна Запорожанова  | Лі На Лі Тін                     | 6–3, 2–6, 4–6       |
| Перемога  | 1.   | 23 липня 2000     | Кнокке-Гейст, Бельгія                 | Ґрунт    | Джулія Казоні       | Кетрін Берклей Ева Дірберг       | 2–6, 6–4, 6–4       |
| Поразка   | 3.   | 4 лютого 2001     | Toray Pan Pacific Open, Японія        | Тверде   | Анна Курникова      | Ліза Реймонд Ренне Стаббс        | 6–7(5), 6–2, 6–7(6) |
| Перемога  | 2.   | 27 травня 2001    | Internationaux de Strasbourg, Франція | Ґрунт    | Сільвія Фаріна-Елія | Аманда Кетцер Лорі Макніл        | 6–1, 7–6(0)         |
| Перемога  | 3.   | 11 листопада 2001 | Pattaya Women's Open, Таїланд         | Тверде   | Оса Свенссон        | Лізель Губер Вінне Пракуся       | 4–6, 6–3, 6–3       |
| Перемога  | 4.   | 9 лютого 2003     | Хайдерабад, Індія                     | Тверде   | Олена Лиховцева     | Євгенія Куликовська Тетяна Пучек | 6–4, 6–4            |

## Фінали ITF

### Одиночний розряд (3–2)
| Турніри $100,000 |
| Турніри $75,000  |
| Турніри $50,000  |
| Турніри $25,000  |
| Турніри $10,000  |

| Результат | Ранг | Дата             | Турнір                | Покриття | Суперниця                 | Рахунок       |
| --------- | ---- | ---------------- | --------------------- | -------- | ------------------------- | ------------- |
| Перемога  | 1.   | 9 травня 1999    | Сеул, Південна Корея  | Ґрунт    | Хісамацу Сіхо             | 6–2, 6–2      |
| Перемога  | 2.   | 3 жовтня 1999    | Сеул, Південна Корея  | Тверде   | Тамарін Танасугарн        | 6–0, 6–2      |
| Перемога  | 3.   | 19 квітня 2000   | Кань-сюр-Мер, Франція | Тверде   | Джулія Казоні             | 6–2, 6–3      |
| Поразка   | 4.   | 4 червня 2006    | Галатіна, Італія      | Ґрунт    | Corina-Claudia Corduneanu | 3–6, 4–6      |
| Поразка   | 5.   | 6 листопада 2006 | Шеньчжень, КНР        | Тверде   | Юань Мен                  | 6–4, 5–7, 1–6 |

### Парний розряд (4–4)
| Результат | Ранг | Дата              | Турнір                      | Покриття   | Партнерка           | Суперниці                          | Рахунок       |
| --------- | ---- | ----------------- | --------------------------- | ---------- | ------------------- | ---------------------------------- | ------------- |
| Перемога  | 1.   | 7 листопада 1998  | Мулен (Альє), Франція       | Тверде (i) | Діане Асенсіо       | Деббі Гак Андреа ван ден Гурк      | 7–5, 2–6, 6–2 |
| Перемога  | 2.   | 15 листопада 1998 | Гавр, Франція               | Ґрунт      | Сідні Схюрманс      | Клое Карлотті Стефані Форец        | 6–2, 7–5      |
| Поразка   | 3.   | 22 листопада 1998 | Довіль (Кальвадос), Франція | Килим (i)  | Любомира Бачева     | Емманюелль Курутше Саманта Шеффель | 1–6, 6–2, 6–7 |
| Перемога  | 4.   | 7 лютого 1999     | Стамбул, Туреччина          | Тверде (i) | Тетяна Перебийніс   | Надія Островська Аліенор Трісеррі  | 6–3, 6–4      |
| Перемога  | 5.   | 9 травня 1999     | Сеул, Південна Корея        | Ґрунт      | Саманта Шеффель     | Choi Young-ja Kim Eun-sook         | 6–3, 4–6, 6–4 |
| Поразка   | 6.   | 10 квітня 2000    | Кань-сюр-Мер, Франція       | Тверде (i) | Ганна Запорожанова  | Анжеліка Бахманн Джулія Казоні     | 5–7, 1–6      |
| Поразка   | 7.   | 5 листопада 2006  | Шанхай, КНР                 | Тверде     | Акгуль Аманмурадова | Цзи Чуньмей Сунь Шеннань           | 4–6, 5–7      |
| Поразка   | 8.   | 5 листопада 2006  | Шеньчжень, КНР              | Тверде     | Акгуль Аманмурадова | Сє Шувей Алла Кудрявцева           | 0–2 ret.      |